# La casa de Aizgorri
La casa de Aizgorri: Novela en siete jornadas  es una de las primeras novelas de Pío Baroja, incluidas en la tetralogía de novelas denominada Tierra vasca, junto con El mayorazgo de Labraz (1903), Zalacaín el aventurero (1908) y La leyenda de Jaun de Alzate (1922)
La trama ocurre en una localidad imaginaria de Guipúzcoa denominada Arbea, donde se encuentra la casa de Aitzgorri (Peña roja).